# AT Internet
AT Internet (Applied Technology Internet) es una empresa francesa creada en 1996 especialista en la medición de audiencia y en el rendimiento de los sitios web, móviles, aplicaciones y redes sociales. Ubicada en Mérignac, Francia, la empresa también posee oficinas en Londres, Múnich, Singapur y tiene alrededor de 200 empleados.
AT Internet es el editor histórico de la herramienta de medida XiTi, muy conocido en los años 2000. Hoy en día, el trabajo de AT Internet es el de proporcionar a las empresas un análisis completo de sus audiencias digitales mediante medidas de una plataforma de analítica digital en modo SaaS y de prestaciones de consulting. La aplicación de AT Internet, Analytics Suite, se utiliza en aproximadamente 20 000 sitios web y aplicaciones móviles en todo el mundo y es utilizado por más de la mitad de las empresas CAC 40, así como por las principales empresas internacionales.
Según el gabinete de estudio independiente Forrester, AT Internet figura entre los líderes mundiales de la Analítica Web y de la Inteligencia Digital en el estudio « The Forrester Wave™: Web Analytics, Q2 2014 ».

## Productos y servicios
AT Internet comercializa una plataforma de análisis avanzado de la audiencia web y móvil que permite a las empresas dirigir su actuación digital en tiempo real. Los productos estrella de la marca AT Internet son: Analyzer (Analítica Web y Móvil), Application Dashboard (herramienta de creación, gestión y visualización de cuadros de mando), Data Query (generador de solicitudes API), BuzzWatcher (vigilancia de la reputación en línea), ChannelOptimizer (Atribuciones Multi-canal) y Observer (Monitorización de la eficacia de los servidores)
AT Internet desarrolla, en paralelo, una oferta de servicios profesionales y de acompañamiento de sus clientes desde la implementación hasta la interpretación de datos, normalmente a través de su agencia de consultoría AT Insight.

## Cifras e informaciones clave
Referencias de clientes: AT Internet cuenta con más de 3500 clientes en todo el mundo, y trabaja habitualmente con más de la mitad de las empresas del CAC 40 en todos los sectores de actividad entre los cuales destacan: Total, Lagardère Digitale France, Deutsche Telekom, SoundCloud, Le Monde, Bouygues Telecom, Accor, Axa, Société Générale…
Oficinas y Filiales: la sede social de AT Internet se encuentra en Burdeos-Mérignac (33).
AT Internet cuenta con más de 200 empleados repartidos por todas las oficinas en Francia (Burdeos y París), en Reino Unido (Londres), en Alemania (Múnich y Hamburgo), en Brasil (San Paulo), en Rusia (Moscú) y en Singapur.

Certificados:: Las herramientas de medida AT Internet están certificadas a través del sello OJD, así como por muchos países europeos (UK, España, Suecia, Alemania, Grecia). 

Recompensas: Desde su creación, la empresa ha recibido numerosas distinciones (Deloitte Technology Fast 50, TOP 250 de syntec numérique, “Prix de la performance” por Les Echos, …). AT Internet ha sido igualmente seleccionado en 3 ocasiones consecutivas en el estudio del gabinete independiente Forrester Research. En 2014, el editor figura entre los 4 editores “Líderes” en el dominio de la Analítica Web.

## Historia de AT Internet
La empresa fue fundada en 1996 como agencia web por el propietario Alain Llorens.
Desde 1997, el enfoque de la empresa ha estado en el segmento de Analítica web, inspirado en las limitaciones de las herramientas de Analítica web de la época y las necesidades de los clientes de la agencia.
En 2000, AT Internet lanzó XiTi, una herramienta de medición de audiencia web que fue un gran éxito. La empresa se ha basado en el éxito de esta herramienta gratuita, que poco a poco se está actualizando.
Tras el éxito de XiTi, abrió su capital por primera vez en junio de 2001, con una participación del 7 % en Expanso SDR, SOCRI y el grupo Lafayette.
En septiembre de 2004, la empresa lanzó XiTiMonitor y XiTi Analyzer, ofrece soluciones de pago de Analítica Web destinadas a profesionales.
Abrió una filial en España en 2006, en Canadá en 2007, en el Reino Unido en 2008 y en Alemania en 2009.  
En 2008, la empresa tomó oficialmente el nombre de AT Internet.
2009: lanzamiento de la gama « NX ». El nombre XiTi se reserva a partir de ahora a los servicios de gama base (XiTi Free y XiTi Pro).
En 2010 se lanzó una campaña de recaudación de fondos de 4 millones de euros con ICSO Private Equity e IRDI.
En 2011, AT Internet es reconocido por el gabinete de estudios independiente Forrester Research, Inc. Como “Fuerte Proveedor” en el mercado de la Analítica Web.
2012: Lanzamiento de la nueva herramienta Analyzer III (Solución profesional de Analítica Web).
2013: Desarrollo a nivel internacional gracias a la apertura de nuevas filiales en Brasil.
Seguida de una campaña de recaudación de fondos de 6,25 millones de euros con ICSO Private Equity y OMNES CAPITAL en 2013.
2014: AT internet figura entre los “líderes” en el estudio « The Forrester Wave™: Web Analytics, Q2 2014 » del gabinete independiente Forrester Research, Inc, en el que se nombra uno de los 4 proveedores principales de software de análisis web en todo el mundo.
En el mismo año, anzamiento de la Aplicación Dashbard y Data Query V2 así como de ofertas de medidas TV-to-Web (TV Tracking) y de análisis sociodemográficos (Audiencias de analítica web).
En 2015, AT Internet lanzó Analytics Suite, un conjunto integrado de aplicaciones para informes de análisis, creación de cuadro de mandos, visualización de datos, extracción de datos, análisis de aplicaciones y exportación de datos.
En 2016, la empresa recaudó un total de 4 millones de euros en financiación para I+D y contratación de Bpifrance, CIC, COFACE, el Fondo Europeo de Desarrollo Regional, y la región de Nueva Aquitania.
En 2017, AT Internet fue nominado como Líder en el Informe Global de Forrester Wave.
En 2018, AT Internet fue elegida «Herramienta de analítica web mejor valorada» por TrustRadius.
En 2019, la empresa ganó la categoría de Mejor Plataforma de analítica en lospremios Martech, celebrados en Nueva York.